# Киновселенная Marvel: Первая фаза
Первая фаза медиафраншизы «Кинематографическая вселенная Marvel» (КВМ) — серия американских фильмов о супергероях, созданных Marvel Studios и основанных на персонажах Marvel Comics. Начало было положено фильмом «Железный человек» в 2008 году. Помимо него, в Первую фазу вошли ещё пять картин: «Невероятный Халк» (2008), «Железный человек 2» (2010), «Тор» (2011), «Первый мститель» (2011) и кроссовер «Мстители» (2012), объединивший главных героев в команду. Кевин Файги спродюсировал все фильмы фазы, «Железного человека» — совместно с Ави Арадом, а «Невероятного Халка» — вместе с Арадом и Гейл Энн Хёрд. Шесть фильмов фазы собрали в прокате более $3,8 млрд и получили общую восторженную реакцию от критиков и зрителей.
Marvel Studios создали три короткометражных фильма, Marvel One-Shots, для расширения киновселенной. Первая фаза вместе со Второй и Третьей впоследствии составили арку «Сага Бесконечности».

## Разработка
В ноябре 2005 года Marvel вернула права на Железного человека от компании New Line Cinema. В феврале 2006 года в Marvel сообщили, что они забрали права на Халка у Universal в обмен на то, что компания Universal будет заниматься прокатом «Невероятного Халка» и получит право первого отказа на прокат любого будущего проекта о Халке другой студией В апреле 2006 года студия объявила о разработке фильма о Торе. Вскоре компания «Lions Gate Entertainment» сообщила об отмене разрабатывавшегося с 2004 года проекта о Чёрной вдове, вернув права студии Marvel.
В марте 2007 года Кевин Файги получил должность главы производства фильмов Marvel Studios, после начала съёмок фильма «Железный человек». После хороших кассовых сборов «Железного человека» в дебютные выходные, Marvel анонсировала график премьер будущих фильмов: «Железный человек 2» − 30 апреля 2010 года, «Тор» − 4 июня 2010 года, «Первый мститель» − 6 мая 2011 года и командный фильм «Мстители» − 15 июля 2011 года, который соберёт вместе Железного человека, Халка, Капитана Америки и Тора. В марте 2009 года Marvel изменила даты премьер: «Тор» сначала должен был выйти 17 июня 2011 года, затем премьеру перенесли на 20 мая того же года, премьеру «Первого мстителя» передвинули на 22 июля 2011 года, а релиз «Мстителей» − на 4 мая 2012 года.
В январе 2010 года премьеру «Тора» в США вновь перенесли, теперь уже окончательно на 6 мая 2011 года. В апреле 2010 года Marvel изменила название фильма о Стиве Роджерсе на «Капитан Америка: Первый мститель». 18 октября 2010 года компания «Walt Disney Studios Motion Pictures» получила у «Paramount Pictures» права на прокат «Мстителей» при условии появления логотипа Paramount в начале фильма и в финальных титрах; а 2 июля 2013 года студия Disney получила у компании Paramount дистрибьюторские права на все фильмы Первой фазы, кроме «Невероятного Халка». Черновик сценария фильма о Человеке-муравье, предложенный Эдгаром Райтом в 2006 году, помог определить видение первых фильмов кинематографической вселенной Marvel. Кевин Файги рассказал, что некоторые из проектов подверглись изменениям для соответствия сюжету фильма о Скотте Лэнге.

## Фильмы
События состоящей из 6 фильмов Первой фазы стали началом Саги Бесконечности, завершившейся вместе с завершением Третьей фазы.
| Фильм              | Дата выхода (РФ) | Режиссёр(ы)  | Сценарист(ы)                                           | Продюсер(ы)                           |
| ------------------ | ---------------- | ------------ | ------------------------------------------------------ | ------------------------------------- |
| Железный человек   | 1 мая 2008       | Джон Фавро   | Марк Фергус и Хоук Остби, Артур Маркам и Мэтт Холлоуэй | Ави Арад и Кевин Файги                |
| Невероятный Халк   | 12 июня 2008     | Луи Летерье  | Зак Пенн                                               | Ави Арад, Гейл Энн Хёрд и Кевин Файги |
| Железный человек 2 | 29 апреля 2010   | Джон Фавро   | Джастин Теру                                           | Кевин Файги                           |
| Тор                | 28 апреля 2011   | Кеннет Брана | Эшли Эдвард Миллер и Зак Стенц, Дон Пейн               | Кевин Файги                           |
| Первый мститель    | 28 июля 2011     | Джо Джонстон | Кристофер Маркус и Стивен Макфили                      | Кевин Файги                           |
| Мстители           | 3 мая 2012       | Джосс Уидон  | Джосс Уидон                                            | Кевин Файги                           |

### «Железный человек» (2008)
В 2006 году Marvel Studios выкупила у Universal Studios, 20th Century Fox и New Line Cinema права на экранизацию «Железного человека», наняла Джона Фавро для режиссуры, а Артура Маркама, Мэтта Холлоуэя, Марка Фергуса и Хоука Остби — для написания сценария. Вскоре был нанят Джон Огаст для переписки[уточнить]. В сентябре этого же года был утверждён на главную роль Роберт Дауни-младший, специально для этого отрастивший бородку. Первые фотографии со съёмочной площадки были кадры плена Тони Старка в Афганистане (снимались в округе Иньо, штате Калифорния). В середине апреля съёмки переместились на авиабазу в Эдвардсе. Последние сцены снимались во «Дворце Цезарей» в Лас-Вегасе, штате Невада. Мировая премьера состоялась 14 апреля 2008 года.
В фильме присутствуют отсылки к другим фильмам и героям. Был показан щит Капитана Америки. Фавро объяснил происхождение щита, заявив: «Художник ILM подложил его туда, как шутку от нас для нашей сессии „СineSync“, когда мы утверждали визуальные эффекты. Они посмеялись и я сказал, что надо оставить сцену — давайте посмотрим, увидит ли кто-нибудь». Также в фильме показана организация Щ. И. Т., а в сцене после титров можно увидеть главу этой организации, Ника Фьюри в исполнении Сэмюэля Л. Джексона, предлагающего Тони Старку обсудить инициативу «Мстителей». Джон Фавро сказал о причине включения этой сцены: «Мы хотели показать что-нибудь для поклонников. Я обратился к Кевину Файги (президенту „Marvel Studios“) и спросил, что он думает насчёт этой сцены. Кевин сказал, что надо попробовать. И тогда мы действительно сделали это вместе. Это была просто маленькая сцена, небольшой сюрприз для фанатов, на что мы хотели обратить внимание для будущего фильма „Мстители“. Кстати, мы привели Джексона в тайне от всех». Также, в начальной сцене плена Старка, когда террористы записывают с ним обращение, на заднем плане можно заметить 10 колец — символ Мандарина — главного противника Старка в комиксах.

### «Невероятный Халк» (2008)
В январе 2006 года Marvel выкупила права на экранизацию Халка у Universal Pictures (при сохранении у последнего прав на распространение). В качестве режиссёра был нанят Луи Летерье, до этого выражавший заинтересованность в экранизации «Железного человека». Для написания сценария был нанят Зак Пенн, использовавший материалы с планировавшего сиквела «Халка» 2003 года. В апреле 2006 г. Эдвард Нортон прошёл кастинг на роль Брюса Бэннера, а также провёл переговоры по переписке сценария. Съёмочный процесс начался 9 июля 2007 года в Торонто. Также две недели съёмок прошли в Рио-де-Жанейро и одна дополнительная неделя в Гарлеме, Нью-Йорк. Мировая премьера состоялась 6 июня 2008 года.
Роберт Дауни-младший исполнил камео-роль Тони Старка. В сцене после титров, Старк приходит к генералу Россу (Уильям Хёрт) в бар, и намекает ему на «Мстителей», как до этого Ник Фьюри намекнул Старку. Капитан Америка появляется замороженным во льду в удалённой сцене перед открытием фильма. Сцена в итоге была включена в релиз на DVD. Режиссёр фильма, Луи Летерье, по этому поводу сказал: «Вы увидите человека! Вы увидите его. Вам понравится».

### «Железный человек 2» (2010)
О разработке сиквела Marvel Studios заявила в мае 2008 года сразу после коммерческого успеха первой части. В июле этого же года Джон Фавро официально заявил о своём возвращении в качестве режиссёра. Практически одновременно с ним появилась новость о том, кто будет писать сценарий к фильму: им оказался американский актёр и сценарист Джастин Теру. В октябре Дауни-мл. подписал контракт, согласно которому, кроме двух первых частей «Железного Человека», он появится ещё в нескольких фильмах в образе Тони Старка. Такой же контракт, но уже на девять фильмов, подписал Сэмюэл Л. Джексон, сыгравший Ника Фьюри. Чуть позже была утверждена на роль Чёрной Вдовы актриса Скарлетт Йоханссон. Съёмки начались 6 апреля 2009 года в Пасадене, Калифорния, по большей части на Манхэттен-Бич. Кроме этого, съёмки проходили в Монако, на авиабазе Эдвардс и Сепульведской дамбе. Мировая премьера состоялась 26 апреля 2010 года.
В этом фильме также продолжаются отсылки к другим персонажам: более расширенная роль Сэмюэла Л. Джексона, раскрывающая замысел инициативы «Мстителей», расширенное экранное время агента Колсона (Кларк Грегг), появление нового агента — русской шпионки Наташи Романовой (Скарлетт Йоханссон). В фильме также опять мелькает щит Капитана Америки, уже более крупным планом. Колсон спрашивает у Тони Старка о щите, на что Старк говорит, что это очень нужная ему вещь. Он просто берёт щит и кладёт как подставку под трубу. В конечной сцене фильма, при разговоре между Старком и Фьюри, на компьютерах можно увидеть кадры из «Невероятного Халка» в момент его конфликта с военными в Калифорнии, а также на карте можно заметить отмеченные пункты предположительного нахождения других «необычных» людей и предметов (в том числе предположительное местоположение Ваканды). Также, в сцене после титров показан молот Тора: Фил Колсон приезжает на раскопки куда-то в пустыню, оттуда звонит Нику Фьюри и говорит, что они нашли «это».

### «Тор» (2011)
После выкупа у Sony Pictures в начале 2006 года прав на «Тора», Marvel Studios наняла в апреле Марка Протосевича для разработки сценария. В августе 2007 было направлено предложение Мэттью Вону на пост режиссёра. Однако по истечении срока договора в мае 2008 контракт не был продлён. На замену Вону в сентябре этого же года Marvel наняли известного британского актёра и режиссёра Кеннета Брану. Одновременно со вступлением Браны на пост режиссёра Марк Протосевич закончил новый вариант сценария. В мае 2009 Крис Хемсворт был утверждён на роль главного героя, Тора, а Тому Хиддлстону досталась роль его сводного брата, Локи. Съёмочный процесс фильма начался 11 января 2010 года в Лос-Анджелесе, Калифорния, а после 15 марта переместился в Нью-Мексико. Мировая премьера фильма состоялась 17 апреля 2011 года в Сиднее.
Кларк Грегг, до этого исполнивший роль агент Щ. И. Т.а Фила Колсона в обеих частях «Железного человека», повторил свою роль и в «Торе». О своём персонаже Грегг выразился так: «Агент Колсон был одним из тех немногих, кого не было в комиксах, но он очень запомнился своей небольшой ролью в „Железном Человеке“. И мне просто очень повезло, что они решили пошире раскрыть характер этого персонажа и вплести его в эту вселенную». Помимо Тора, в фильме был эпизодически показан ещё один будущий член Мстителей, а именно — агент Щ. И. Т.а Клинт Бартон, роль которого досталась Джереми Реннеру. Брана до последнего момента съёмок не знал, какого актёра позвали на эту роль, и впоследствии был очень взволнован. В сцене после титров было показано, как изгнанный из Асгарда Локи наблюдает за разговором Ника Фьюри и Эрика Селвига (Стеллан Скарсгард) о Космическом Кубе — внеземном мощнейшем источнике энергии. Эта сцена, срежиссированная Джоссом Уидоном, по словам Скарсгода, не была включена в первоначальный сценарий, и полную версию сценария он увидел лишь после того, как согласился появиться в фильме «Мстители».

### «Первый мститель» (2011)
В апреле 2006 года Marvel наняла Дэвида Селфа для написания сценария к фильму «Первый мститель». В ноябре 2008 был заключён контракт с Джо Джонстоном на режиссуру и с Кристофером Маркусом и Стивеном Макфили для переписки сценарий. В марте 2010 года Крис Эванс получил роль Капитана, а Хьюго Уивинг — роль главного антагониста, Красного Черепа. Съёмки начались 28 июня 2010 года в Великобритании, а именно — в Лондоне, Манчестере и Ливерпуле. Мировая премьера фильма состоялась 19 июля 2011 года в Голливуде.
Красный Череп (Уивинг) в течение фильма использует Тессеракт — тот самый источник энергии, который был показан в «Торе». В фильме также присутствует молодой отец Тони Старка, Говард Старк, роль которого исполнил Доминик Купер. В фильме он проводит одну из первых выставок «Старк-Экспо», возрождённый вариант которой был показан в «Железном человеке 2». В финальной сцене Стив Роджерс встречается в современном мире с главой Щ. И. Т.а — Ником Фьюри (Джексон), а после титров впервые был показан тизер «Мстителей».

### «Мстители» (2012)
В июне 2007 года Зак Пенн, сценарист «Невероятного Халка», заключил контракт для написания сценария к «Мстителям». Но в апреле 2010 года Джосс Уидон заключил с Marvel сделку не только на режиссуру фильма, но и на переработку сценария Пенна. В июле 2010 года было объявлено о том, что Эдвард Нортон не будет сниматься в «Мстителях» в роли Брюса Бэннера/Халка. Тогда же и объявили нового исполнителя роли — Марка Руффало. В октябре 2010 года The Walt Disney Company согласилась выплатить Paramount по меньшей мере $115 млн за право на международное распространение «Мстителей». Основные съёмки начались в апреле 2011 года в Альбукерке, Нью-Мексико. В августе они перенеслись в Кливленд, штат Огайо, а в сентябре в Нью-Йорк. Мировая премьера фильма состоялась 11 апреля 2012 года в голливудском кинотеатре «Эль-Капитан».
Пеппер Поттс (Гвинет Пэлтроу), появившаяся в обеих частях «Железного человека», была добавлена в сюжет «Мстителей» по настоянию Роберта Дауни-младшего. До этого Уидон не собирался включать в фильм второстепенных персонажей из отдельных франшиз героев, объясняя это «необходимостью отделить персонажей от их системы поддержки в целях создания изоляции, нужной для команды». Sony Pictures и Disney обсуждали включение башни OsCorp из фильма «Новый Человек-паук» в панораму Манхэттена наравне с башней Старка, но идея не была реализована из-за законченности дизайна Манхэттена. В сцене после титров был показан суперзлодей Танос, которого изобразил Дэмион Пуатье.
Премьера фильма состоялась 2 мая 2012 года.

## Хронология фазы
| Год(-ы)   | События фильмов                                                                    |
| --------- | ---------------------------------------------------------------------------------- |
| 1942—1945 | «Первый мститель»                                                                  |
| 2010      | «Железный человек»                                                                 |
| 2011      | «Железный человек 2», «Невероятный Халк», «Забавный случай…», «Тор», «Консультант» |
| 2012      | «Мстители», «Образец 47»                                                           |

### Ранее XX века
1. «Тор» (2011) — сражение асгардцев против ледяных великанов в Тёрнсберге и сцена последующего усыновления Одином Локи (965 г.)
2. «Тор» (2011) — сцена с Одином и маленькими Тором и Локи

### XX век
1. «Первый мститель» (2011) — сцены воспоминаний доктора Эрскина о введении сыворотки суперсолдат Иоганну Шмидту
2. «Первый мститель» (2011) — основная часть фильма; параллельно с фильмом:
  - Комикс «Captain America: First Vengeance» № 1-4 (2011)
3. «Железный человек 2» (2010) — записи с Говардом Старком 1973 г.

### XXI век
1. «Невероятный Халк» (2008) — вступительные титры (происхождение Халка в 2006 году)
2. «Железный человек» (2008); параллельно с фильмом:
  - Комикс «Iron Man: I Am Iron Man!» № 1-2 (2010)
  - Комикс «Iron Man 2: Public Identity» № 1-3 (2010)
  - «Железный человек 2» (2010) — сцена смерти Антона Ванко
3. Комикс «Iron Man 2: Agents of S.H.I.E.L.D.» № 1 (2010)
4. Комикс «The Avengers Prelude: Fury’s Big Week» № 1-4 (2012)
5. «Железный человек 2» (2010) — основная часть фильма; параллельно с фильмом:
  - Комикс «Marvel’s Iron Man 2» № 1-2 (2012)
6. «Невероятный Халк» (2008) — основная часть фильма; параллельно с фильмом:
  - «Железный человек 2» (2010) — концовка фильма (разговор Старка и Фьюри)
7. «Тор» (2011) — основная часть фильма; параллельно с фильмом:
  - Короткометражный фильм «Забавный случай по дороге к молоту Тора» (2011)
  - «Железный человек 2» (2010) — сцена после титров
8. Короткометражный фильм «Консультант» (2011)
9. «Первый мститель» (2011) — начало и концовка фильма
10. Комикс «The Avengers Prelude: Black Widow Strikes» № 1-3 (2010)
11. Комикс «The Avengers Prelude: Fury’s Big Week» № 4 (2012) — эпилог
12. «Мстители» (2012); параллельно с фильмом:
  - Короткометражный фильм «Образец 47» (2012)

### Пояснение
Во время Первой фазы студия Marvel выстроила цепочку связанных друг с другом фильмов, хотя на тот момент у студии не было долгосрочного плана относительно хронологии общей вселенной. Действие «Железного человек 2» разворачивается через полгода после событий первой части и примерно в то же время, что и «Тор», исходя из комментариев Ника Фьюри. Официальный тай-ин комикс «Большая неделя Фьюри» подтвердил, что действия «Невероятного Халка», «Железного человек 2» и «Тора» разворачиваются в течение одной недели, за год до фильма «Мстители». Сценаристы Крис Йост и Эрик Пирсон при создании комикса пытались следовать хронологической логике фильмов и получили «печать одобрения» от Кевина Файги и Marvel Studios. В мае 2012 года перед выходом «Мстителей» была выпущена официальная инфографика с подробным описанием событий фильмов.

## Актёрский состав и персонажи
Таблица включает актёров, чьи персонажи впервые появились в киновселенной в Первой фазе, по крайней мере, в одном фильме.
- OS персонаж появился в короткометражке «Marvel’s One-Shot»
- К камео персонажа в фильме
- Г в фильме звучит только голос актёра/персонажа
- Ф в фильме показана только фотография персонажа

| Герой                         | «Железный человек» (2008) | «Невероятный Халк» (2008)   | «Железный человек 2» (2010) | «Тор» (2011)       | «Первый мститель» (2011) | «Мстители» (2012)  |
| ----------------------------- | ------------------------- | --------------------------- | --------------------------- | ------------------ | ------------------------ | ------------------ |
| Тони Старк Железный человекOS | Роберт Дауни-мл.          | Роберт Дауни-мл.К           | Роберт Дауни-мл.            |                    |                          | Роберт Дауни-мл.   |
| Ник Фьюри                     | Сэмюэл Л. ДжексонК        |                             | Сэмюэл Л. Джексон           | Сэмюэл Л. ДжексонК | Сэмюэл Л. Джексон        | Сэмюэл Л. Джексон  |
| Фил КолсонOS                  | Кларк Грегг               |                             | Кларк Грегг                 | Кларк Грегг        |                          | Кларк Грегг        |
| Говард Старк                  | Джерард СандерсФ          |                             | Джон Слэттери               |                    | Доминик Купер            |                    |
| Вирджиния «Пеппер» Поттс      | Гвинет Пэлтроу            |                             | Гвинет Пэлтроу              |                    |                          | Гвинет Пэлтроу     |
| Д. Ж. А. Р. В. И. С.          | Пол БеттаниГ              |                             | Пол БеттаниГ                |                    |                          | Пол БеттаниГ       |
| Джеймс «Роуди» Роудс Воитель  | Терренс Ховард            |                             | Дон Чидл                    |                    |                          |                    |
| Брюс Бэннер Халк              |                           | Эдвард Нортон Луи ФерриньоГ |                             |                    |                          | Марк Руффало       |
| Наташа Романофф Чёрная вдова  |                           |                             | Скарлетт Йоханссон          |                    |                          | Скарлетт Йоханссон |
| Тор                           |                           |                             |                             | Крис Хемсворт      |                          | Крис Хемсворт      |
| Локи                          |                           |                             |                             | Том Хиддлстон      |                          | Том Хиддлстон      |
| Клинт Бартон Соколиный глаз   |                           |                             |                             | Джереми РеннерК    |                          | Джереми Реннер     |
| Эрик Селвиг                   |                           |                             |                             | Стеллан Скарсгард  |                          | Стеллан Скарсгард  |
| Стив Роджерс Капитан Америка  |                           |                             |                             |                    | Крис Эванс               | Крис Эванс         |

## Музыка

### Саундтреки к фильмам
| Название                                            | Дата выхода    | Длительность | Композитор(-ы)  | Лейбл                            |
| --------------------------------------------------- | -------------- | ------------ | --------------- | -------------------------------- |
| Железный человек: Оригинальный саундтрек к фильму   | 29 апреля 2008 | 0:54:14      | Рамин Джавади   | Lionsgate Records                |
| Невероятный Халк: Оригинальный саундтрек к фильму   | 13 июня 2008   | 1:50:55      | Крэйг Армстронг | Marvel Music                     |
| Железный человек 2: Оригинальный саундтрек к фильму | 20 июля 2010   | 1:12:01      | Джон Дебни      | Columbia Records                 |
| Тор (Оригинальный саундтрек к фильму)               | 3 мая 2011     | 1:11:53      | Патрик Дойл     | Buena Vista Records Marvel Music |
| Первый мститель — Оригинальный саундтрек к фильму   | 19 июля 2011   | 1:11:53      | Алан Сильвестри | Buena Vista Records Marvel Music |
| Мстители: Оригинальный саундтрек к фильму           | 1 мая 2012     | 1:04:25      | Алан Сильвестри | Hollywood Records Marvel Music   |

### Сборные саундтреки
| Название                      | Дата выхода    | Длительность | Лейбл                          |
| ----------------------------- | -------------- | ------------ | ------------------------------ |
| AC/DC: Железный человек 2     | 19 апреля 2010 | 60:15        | Columbia Records               |
| Мстители: Композиции к фильму | 1 мая 2012     | 48:20        | Hollywood Records Marvel Music |

### Синглы
| Название       | Дата выхода    | Длительность | Исполнитель | Лейбл                          |
| -------------- | -------------- | ------------ | ----------- | ------------------------------ |
| «Live to Rise» | 17 апреля 2012 | 4:40         | Soundgarden | Hollywood Records Marvel Music |

## Кассовые сборы и реакция

### Кассовые сборы
Кинематографическая вселенная Marvel является самой кассовой франшизой всех времён с мировыми сборами более $ 23,9 млрд; фильмы Первой фазы принесли около $ 3,8 млрд. Хотя сборы Первой фазы стали наименьшими для фаз КВМ, именно в Первую фазу вошёл первый фильм Marvel, преодолевший рубеж сборов в $ 1 млрд, — «Мстители».
| Фильм              | Дата выхода (РФ) | Сборы           | Сборы           | Сборы        | Сборы           | Место          | Место    | Место    | Бюджет      | Ссылки        |
| Фильм              | Дата выхода (РФ) | В США и Канаде  | За границей     | В России     | Во всём мире    | В США и Канаде | В России | Весь мир | Бюджет      | Ссылки        |
| ------------------ | ---------------- | --------------- | --------------- | ------------ | --------------- | -------------- | -------- | -------- | ----------- | ------------- |
| Железный человек   | 1 мая 2008       | $ 318 604 126   | $ 266 762 121   | $ 9 491 200  | $ 585 366 247   | 74             | 425      | 170      | $ 140 млн   | [ 68 ] [ 69 ] |
| Невероятный Халк   | 12 июня 2008     | $ 134 806 913   | $ 129 964 083   | $ 6 421 500  | $ 264 770 996   | 454            | 630      | 573      | $ 150 млн   | [ 70 ] [ 71 ] |
| Железный человек 2 | 29 апреля 2010   | $ 312 433 331   | $ 311 500 000   | $ 14 764 241 | $ 623 933 331   | 80             | 246      | 151      | $ 200 млн   | [ 72 ] [ 73 ] |
| Тор                | 28 апреля 2011   | $ 181 030 624   | $ 268 295 994   | $ 16 547 251 | $ 449 326 618   | 257            | 211      | 256      | $ 150 млн   | [ 74 ] [ 75 ] |
| Первый мститель    | 28 июня 2011     | $ 176 654 505   | $ 193 915 269   | $ 8 638 782  | $ 370 569 774   | 273            | 473      | 348      | $ 140 млн   | [ 76 ] [ 77 ] |
| Мстители           | 3 мая 2012       | $ 623 357 910   | $ 895 457 605   | $ 43 412 056 | $ 1 518 815 515 | 8              | 19       | 8        | $ 220 млн   | [ 78 ] [ 79 ] |
| Всего              | Всего            | $ 1 746 887 409 | $ 2 065 895 072 | $ 99 275 030 | $ 3 811 247 011 | N/A            | N/A      | N/A      | $ 1 млрд    | $ 1 млрд      |
| В среднем          | В среднем        | $ 291 115 897   | $ 344 091 517   | $ 16 545 847 | $ 635 207 414   | N/A            | N/A      | N/A      | $ 166,7 млн | $ 166,7 млн   |

### Реакция критиков
| Фильм              | Rotten Tomatoes    | Rotten Tomatoes (оценка) | Metacritic      |
| ------------------ | ------------------ | ------------------------ | --------------- |
| Железный человек   | 94 % (281 отзывов) | 7,7                      | 79 (38 отзывов) |
| Невероятный Халк   | 67 % (238 отзывов) | 6,2                      | 61 (38 отзывов) |
| Железный человек 2 | 72 % (304 отзыва)  | 6,5                      | 57 (40 отзывов) |
| Тор                | 77 % (291 отзыв)   | 6,7                      | 57 (40 отзывов) |
| Первый мститель    | 80 % (274 отзыва)  | 7                        | 66 (43 отзыва)  |
| Мстители           | 91 % (362 отзыва)  | 8                        | 69 (43 отзыва)  |
| Средний рейтинг    | 80 %               | 7/10                     | 65              |

### Реакция зрителей
| Фильм              | Rotten Tomatoes         | Rotten Tomatoes (оценка) | IMDb                   | КиноПоиск              | CinemaScore | Metacritic             |
| ------------------ | ----------------------- | ------------------------ | ---------------------- | ---------------------- | ----------- | ---------------------- |
| Железный человек   | 91 % (250 тыс. отзывов) | 4,3                      | 7,9 (970 тыс. отзывов) | 7,9 (402 тыс. отзывов) | A           | 8,6 (2,5 тыс. отзывов) |
| Невероятный Халк   | 70 % (250 тыс. отзывов) | 3,6                      | 6,6 (449 тыс. отзывов) | 6,9 (145 тыс. отзывов) | A−          | 7,0 (1,1 тыс. отзывов) |
| Железный человек 2 | 71 % (250 тыс. отзывов) | 3,7                      | 7,0 (747 тыс. отзывов) | 7,5 (323 тыс. отзывов) | A           | 6,4 (1,4 тыс. отзывов) |
| Тор                | 76 % (100 тыс. отзывов) | 3,8                      | 7,0 (773 тыс. отзывов) | 7,1 (314 тыс. отзывов) | B+          | 7,1 (1,9 тыс. отзывов) |
| Первый мститель    | 75 % (100 тыс. отзывов) | 3,8                      | 6,9 (771 тыс. отзывов) | 6,7 (258 тыс. отзывов) | A−          | 6,8 (2 тыс. отзывов)   |
| Мстители           | 91 % (250 тыс. отзывов) | 4,4                      | 8,0 (1,3 млн отзывов)  | 7,9 (487 тыс. отзывов) | A+          | 8,0 (4,2 тыс. отзывов) |
| Средний рейтинг    | 79 %                    | 3,9/5                    | 7,2                    | 7,3                    | A           | 7,3                    |

## Дополнения к фильмам

### Короткометражные фильмы
| Фильм                                   | Дата выхода (США) | Режиссёр        | Сценарист   | Продюсер    | DVD-релиз         |
| --------------------------------------- | ----------------- | --------------- | ----------- | ----------- | ----------------- |
| Консультант                             | 13 сентября 2011  | Лейтум          | Эрик Пирсон | Кевин Файги | «Тор»             |
| Забавный случай по дороге к молоту Тора | 25 октября 2011   | Лейтум          | Эрик Пирсон | Кевин Файги | «Первый мститель» |
| Образец 47                              | 25 сентября 2012  | Луис Д’Эспозито | Эрик Пирсон | Кевин Файги | «Мстители»        |

### Комикс-приквелы
| Название | Выпуски | Дата публикации | Дата публикации  | Автор(ы) сценария                                      | Автор(ы) рисунка                  |
| Название | Выпуски | Первый выпуск   | Последний выпуск | Автор(ы) сценария                                      | Автор(ы) рисунка                  |
| --- | ------- | --------------- | ---------------- | ------------------------------------------------------ | --------------------------------- |
| Железный человек: Я — Железный человек! Iron Man: I Am Iron Man! (Адаптация фильма «Железный человек»)            | 2       | 27 января 2010  | 24 февраля 2010  | Питер Дэвид                                            | Шон Чен                           |
| Железный человек 2: Публичная личность Iron Man 2: Public Identity                                                | 3       | 28 апреля 2010  | 12 мая 2010      | Джо Кейси и Джастин Теру                               | Барри Китсон                      |
| Железный человек 2: Агенты «Щ.И.Т.» Iron Man 2: Agents of S.H.I.E.L.D.                                            | 1       | 1 сентября 2010 | 1 сентября 2010  | Джо Кейси                                              | Тим Грин, Феликс Руис и Мэтт Камп |
| Капитан Америка: Первый мститель Captain America: First Vengeance                                                 | 4       | 4 мая 2011      | 29 июня 2011     | Фред ван Ленте                                         | Нил Эдвартс и Люк Росс            |
| Мстители. Прелюдия: Длинная неделя Ника Фьюри Marvel’s The Avengers Prelude: Fury’s Big Week                      | 4       | 7 марта 2012    | 18 апреля 2012   | История: Крис Йост и Эрик Пирсон Сценарий: Эрик Пирсон | Люк Росс                          |
| Чёрная Вдова: Холодный приём Marvel’s The Avengers: Black Widow Strikes                                           | 3       | 2 мая 2012      | 6 июня 2012      | Фред ван Ленте                                         | Нил Эдвардс                       |
| Железный человек 2 Marvel’s Iron Man 2 (Адаптация фильма «Железный человек 2»)                                    | 2       | 7 ноября 2012   | 5 декабря 2012   | Кристос Гейдж                                          | Рамон Розанас                     |
| Тор (Marvel’s Thor) (Адаптация фильма «Тор»)                                                                      | 2       | 16 января 2013  | 20 февраля 2013  | Кристос Гейдж                                          | Лан Медина                        |
| Капитан Америка: Первый мститель Marvel’s Captain America: The First Avenger (Адаптация фильма «Первый мститель») | 2       | 6 ноября 2013   | 11 декабря 2013  | Питер Дэвид                                            | Веллинтон Алвес                   |
| Мстители Marvel’s The Avengers (Адаптация фильма «Мстители»)                                                      | 2       | 24 декабря 2014 | 7 января 2015    | Уилл Корона Пилгрим                                    | Джо Беннетт                       |